# Агашаяк (1818—1898)
Агашаяк (каз. Ағашаяқ; настоящее имя Назаролла Жундибайулы (каз. Назаролла Жүндібайұлы); 1818, аул Сапак, Дельбегетейская волость, Усть-Каменогорский уезд, Семипалатинская губерния — 1898, зимовье Саттык, нынешний Жарминский район, Восточно-Казахстанская область) — российский и советский казахский актёр, казахский акын, кюйши, певец, домбрист, балуан, также батыр. Выходец из подрода Құдас рода Матай племени Найман, Среднего жуза.

## Биография
Назаролла Жундибайулы родился в 1818 году в ауле Сапак Дельбегетейской волости Усть-Каменогорского уезда Семипалатинской губернии. Скончался в 1898 году в зимовье Саттык, нынешнего Жарминского района Восточно-Казахстанской области.
С детства увлекался игрой на домбре. Получил прозвище «Агашаяк» (дословно «деревянная нога») за то, что встав на ходули, он состязался в беге со всадником. Искусно имитировал голоса птиц и животных, показывал пантомимы. Песни Агашаяка «Беташар», «Билерге», «Баласы Жүндібайдың атым Назар» и другие — о социальной несправедливости. В народе широко известны песни Агашаяка «Атандым өзім Назар Ағашаяқ», «Жарқылдадым жас күнде», «Кәрілік», «Қара жорға», «Ау, жаным, Жәнікей-ау», «Сары өзен». Произведения Агашаяка хранятся в центре рукописей Института литературы и искусства.